# Босанська Крупа (громада)
Босанська Крупа (хорв. Općina Bosanska Krupa, босн. Opština Bosanska Krupa, серб. Општина Босанска Крупа) — боснійська громада, розташована в Унсько-Санському кантоні Федерації Боснії і Герцеговини. Адміністративним центром є місто Босанська Крупа.